# حزقيال كارلوس ريوس فيدال
حزقيال كارلوس ريوس فيدال (بالإسبانية: Juan Carlos Ríos Vidal)‏ هو مدرب كرة قدم ولاعب كرة قدم إسباني، ولد في 17 نوفمبر 1964 في شلوقة في إسبانيا. لعب مع أتلتيكو سانلوكينو.